# Leopoldo César de Miranda Lima Filho
Leopoldo César de Miranda Lima Filho (Rio de Janeiro, 1916) é um advogado brasileiro.
Graduou-se bacharel em direito pela Faculdade Nacional de Direito – Universidade do Brasil – Rio de Janeiro, no ano de 1943.
Entre outras funções públicas, faz parte do 1º Conselho Seccional da Ordem dos Advogados do Brasil – Distrito Federal – Brasília, órgão que ajudou a implantar em 1960 e do qual foi seu presidente.Também atuou como ministro do Tribunal Superior do Trabalho (TST), no período de 1980 a 1981. 
Foi Consultor Geral da República na presidência de Jânio Quadros, de 31 de janeiro a 6 de fevereiro de 1961.